# Okrog (gmina Šentrupert)
Okrog – wieś w Słowenii, w gminie Šentrupert. W 2018 roku liczyła 105 mieszkańców.